# Глазчатая зеленушка
Глазчатая зеленушка или глазчатый губан, или рулен (лат. Symphodus ocellatus) — вид морских рыб из семейства губановых (Labridae).

## Описание
Достигают максимальной длины 14 см. Тело укороченное, овальной формы, покрыто крупной чешуёй. Голова, кроме рыла и лба, также покрыта чешуёй. Рыло короткое, короче заглазничного расстояния, заострённое. Рот небольшой, выдвижной, с одним рядом мелких клыковидных зубов на челюстях. Боковая линия с 30—34 чешуйками, изгибается вниз за спинным плавником. Верхняя часть жаберной крышки не покрыта чешуёй и окрашена в разные цвета с красной или голубой окантовкой. На рыле имеются сейсмосенсорные поры. Спинной плавник с 13—15 жёсткими и 8—11 мягкими лучами. В анальном плавнике 3 жёстких и 8—11 мягких лучей. На первой жаберной дуги 14—18 жаберных тычинок.

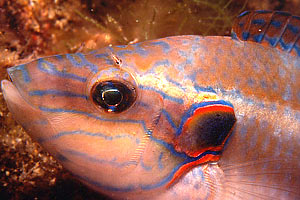

У самок и молоди тело окрашено в коричневый или желтоватый цвет, брюхо белое. Вдоль тела под спинным плавником и по середине боков проходят две продольные тёмно-коричневые полосы. У зрелых самок у мочеполового отверстия есть папилла тёмного цвета. Самцы оранжево-коричневые или зелёные с голубоватым отливом; на голове у них красные, голубые и зелёные полосы. У основания хвостового плавника имеется тёмное пятно.

## Ареал и места обитания
Распространёны в восточной части Атлантического океана у западных берегов Пиренейского полуострова; в Средиземном, Адриатическом, Эгейском, Мраморном и Чёрном морях. Встречаются в Керченском проливе и западной части Азовского моря. Обитают на рифовых участках на глубинах 1—30 метров. Держатся небольшими стайками среди скал и зарослей водных растений.

## Размножение
Самки глазчатой зеленушки впервые созревают в возрасте 1 года при длине тела 4 см, а самцы — в возрасте 1—2 лет при длине тела 5,7 см. Нерестятся в апреле—июле. Самцы строят гнёзда на каменистых грунтах в зарослях цистозейры на глубине 0,5—2,5 м. Гнездо из водорослей, блюдцеобразной формы диаметром до 20 см. Один самец может построить несколько гнёзд. Несколько самок откладывают икру в одно гнездо несколькими порциями. После оплодотворения икры самец охраняет гнездо, очищает его от детрита и освежает воду движениями брюшных плавников. Мелкие самцы (длина тела до 9 см) не строят гнёзд и не охраняют потомство, но участвуют в оплодотворении икры. Чтобы привлечь больше самок, рядом с гнездом плавает самец-спутник, рекламируя его. С одной стороны, главный самец и спутник — партнёры, с другой — конкуренты, так как оба стремятся оплодотворить икру. Помимо них, бывают самцы-жулики, которые меньше главного самца и спутника: жулик незаметно проникает в гнездо и оплодотворяет икру.

## Питание
Питаются мшанками, гидроидными, червями, креветками, амфиподами и моллюсками.